# Pupusa
Una pupusa (del pipil pupusawa) és la pronunciació espanyolitzada de popotlax, una conjugació de les paraules en l'idioma Nàhuatl popotl, que significa gran, farcit, gruixut, i de tlaxkalli o truita. És una truita de blat de moro gruixuda feta a mà (amb una base de massa de blat de moro, una massa de farina de blat de moro usada en la cuina americana) que està farcida amb un o més dels següents ingredients: formatge (normalment un formatge fresc molt comú a certs països americans anomenat quesillo), chicharrón, ayote, frijoles refritos o formatge amb loroco. També hi ha la pupusa revolta amb ingredients barrejats, com a formatge, frijoles, chicharrón o tocineta.
Les pupuses són el menjar típic més comú a El Salvador, probablement per la tradició instituïda de generació en generació. Malgrat que no se'n coneix de manera precisa l'origen, estudis antropològics assenyalen que va néixer en territoris centreamericans, especialment a l'occident d'El Salvador.
La preparació d'aquest aliment comporta diverses passes i l'ús d'ingredients variats, que també constitueixen una aportació econòmica per als productors. Hi ha controvèrsies que han pres caràcter internacional sobre l'origen i els seus drets sobre; no obstant això, aquestes controvèrsies no han suposat conseqüències.